# Mohamed Coulibaly
Mohamed Coulibaly, más conocido como Coulibaly (Bakel, Senegal; 7 de agosto de 1988), es un futbolista senegalés. Juega de delantero y su actual equipo es la Vaduz, de la Challenge League de Suiza.

## Trayectoria
Coulibaly comenzó su carrera profesional en 2007 en el Gueugnon francés y militó posteriormente, también en Francia, en las filas del Saint-Louis Neuweg, antes de continuar su trayectoria en Suiza: Dornach y Grasshoppers. En 2013 fichó por el AFC Bournemouth inglés que lo cedió, la pasada campaña, al Conventry City y al Port Vale.

### España
Coulibaly, que actúa como extremo en ambas bandas firma en 2015 por Real Racing Club de Santander por dos campañas. Dejó el club al término de su contrato el 31 de enero de 2017.
Coulibaly se unió al UD Logroñés de la Segunda División B. El 14 de mayo anotó un hat-trick en la victoria por 5-1 sobre el Gernika en el Estadio Las Gaunas.

### Vaduz
El 5 de julio de 2017 el senegalés regresó a Suiza y fichó por el Vaduz de la Challenge League.

### Equipos
| Club                     | País       | Año             | PJ | Goles |
| ------------------------ | ---------- | --------------- | -- | ----- |
| Gueugnon                 | Francia    | 2008-2009       | 10 | 0     |
| FC Saint-Louis Neuweg    | Francia    | 2009-2010       | 8  | 3     |
| SC Dornach               | Suiza      | 2010-2011       | 5  | 1     |
| Grasshopper Club Zürich  | Suiza      | 2011-2013       | 10 | 0     |
| AFC Bournemouth          | Inglaterra | 2013            | 8  | 0     |
| Coventry City F.C.       | Inglaterra | 2014            | 6  | 0     |
| Port Vale F.C.           | Inglaterra | 2015            | 4  | 0     |
| Real Racing Club         | España     | 2015 - 2017     | 63 | 9     |
| Union Deportiva Logroñes | España     | 2017            | 8  | 4     |
| FC Vaduz                 | Suiza      | 2017 - presente | 26 | 6     |